# Violette Cornelius
Violette Cornelius (Singapore, 17 maart 1919 – Saint-Maximin-la-Sainte-Baume, 24 januari 1998) was een fotografe en Nederlands verzetsstrijdster tijdens de Tweede Wereldoorlog.

## Jeugd en opleiding
Cornelius arriveerde in 1938 met haar ouders in Nederland. Ze was geboren in Singapore uit Nederlandse ouders, en volgde na terugkeer in Europa eerst de lagere school in Genève. In Nederland volgde ze lessen in schilderen en fotografie bij Paul Guermonprez aan de Nieuwe Kunstschool te Amsterdam. Ze werd ook medewerkster van Guermonprez' reclamebureau Co-op 2.

## Verzetswerkzaamheden
Vlak na de Duitse bezetting werd Cornelius actief in het kunstenaarsverzet. Ze droeg bij aan het illegale blad De Vrije Kunstenaar en zette haar technische kunde in voor de Persoonsbewijzencentrale, opgezet door Gerrit van der Veen. Ook sloot zij zich in 1944 aan bij de verzetsgroep "De Ondergedoken Camera". De negatieven van haar fotografie tijdens de oorlog werden buiten Amsterdam begraven en na de bevrijding teruggevonden.

## Werk na de oorlog
Na de oorlog werd Cornelius architectuurfotografe en ging later vooral werken als reportagefotografe. Ze werkte mee aan vele bedrijfsfotoboeken, onder meer een over de Hoogovens te IJmuiden met Cas Oorthuys en anderen. In 1956 maakte zij een reportage samen met haar collega-fotograaf Ata Kandó over de Hongaarse vluchtelingen tijdens de Russische inval in Hongarije. In 1957 maakte zij samen met de schrijver Jan Elburg een boek over de stad Weesp. Ze ging daarna, vaak samen met collega Sean Wellesley-Miller, de migratie naar stedelijke gebieden in ontwikkelingslanden vastleggen. Ze maakte reportages in onder meer Irak, India, Peru, Jemen en Afrika.

## Verdere personalia
Aan het eind van haar leven woonde en werkte zij in Frankrijk; sinds 1979 in Parijs en sinds 1992 in Zuid-Frankrijk. Cornelius was in 1945 getrouwd met de pianist en oprichter van het Kunstmaand Orkest Jan Huckriede en kreeg in 1946 met hem een zoon, Florian. Later had ze een relatie met grafisch ontwerper Jurriaan Schrofer.
In 2003 kwam haar archief in beheer van het Nederlands Fotomuseum.